# Herbata żółta

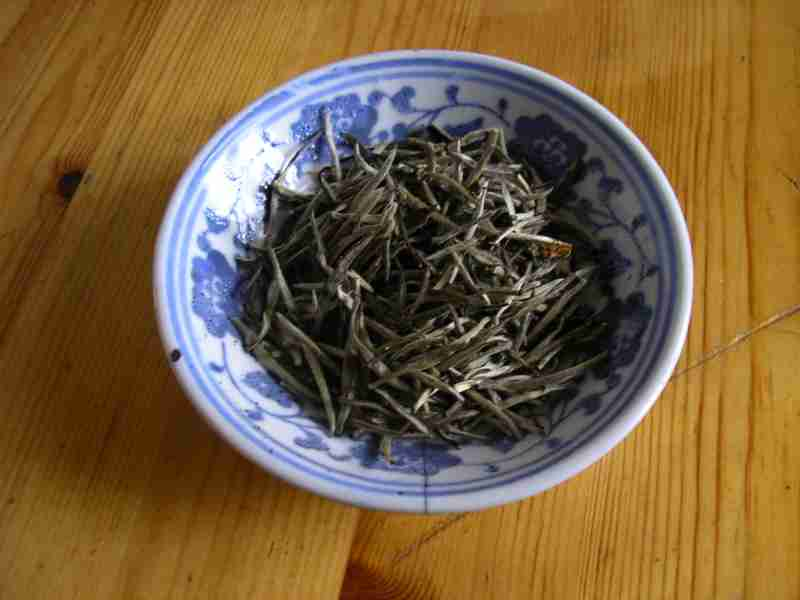
Herbata Junshan Yinzhen

Żółta herbata (chiń. 黃茶; pinyin huángchá) – odmiany herbat chińskich, produkowanych z zastosowaniem procesu oksydacji nieenzymatycznej. Zebrane liście najpierw podgrzewa się, potem studzi, suszy i znowu podgrzewa. Proces ten jest kilkakrotnie powtarzany, może trwać nawet 2–3 dni.

## Historia
Uważa się, że po raz pierwszy żółtą herbatę wyprodukowano we wczesnych latach panowania dynastii Qing. Choć jej historia nie jest do końca jasna. Według legendy była to herbata zarezerwowana wyłącznie dla cesarskiego dworu, a nawet jedynie dla ust samego cesarza. Temu, kto odważył się jej dotknąć, groziła kara śmierci. Nie jest jednak pewne, czy była to żółta herbata, jaką znamy obecnie. Powody są dwa. Po pierwsze, żółty kolor był uważany za cesarski i dlatego nazywano nim rzeczy najwyższej jakości, przeznaczone dla cesarskiego dworu. Na tej podstawie możemy domyślać się, że nazywano tak każdą herbatę, która trafiała na cesarski stół. Po drugie, oryginalna receptura przygotowywania żółtej herbaty zaginęła na przestrzeni wieków, gdyż produkowana była jedynie na potrzeby rynku lokalnego i nie była nigdy wywożona poza granice państwa, a odtworzona została w latach 80. XX wieku. Niestety nie wiadomo, czy proces ten udało się w miarę dokładnie odtworzyć tak, aby przypominał on ten z czasów cesarskich.

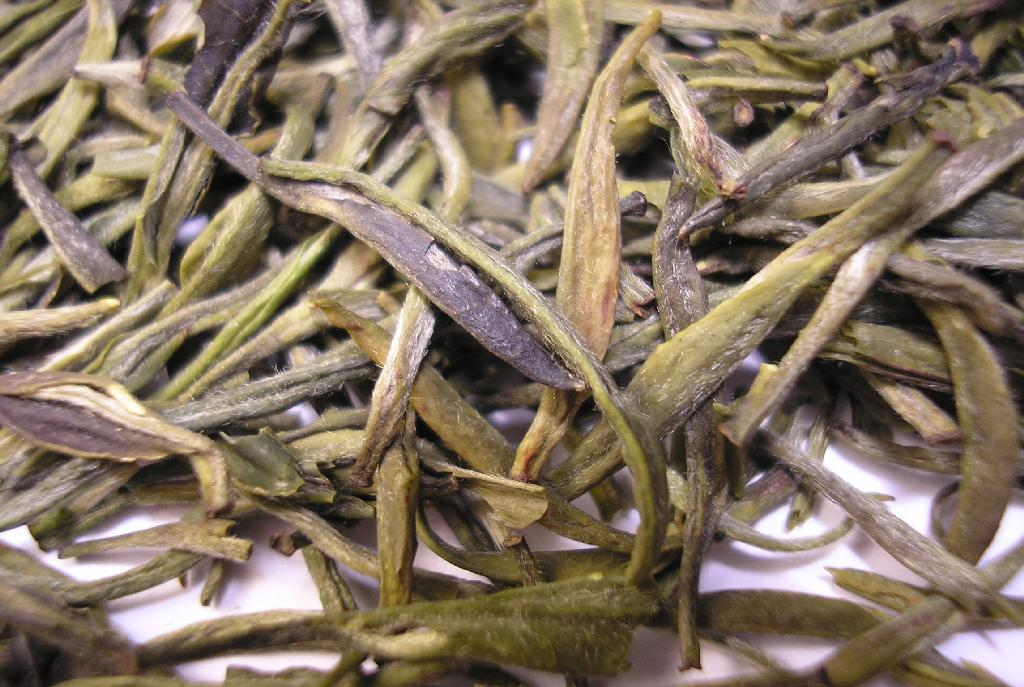
Herbata Huoshan Huangya

## Charakterystyka liści i naparu
Liście żółtej herbaty są ciemnozielone z lekko żółtawym odcieniem, widocznym zwłaszcza na wewnętrznej stronie liści. Napar jest natomiast koloru słomiano-żółtego. Charakterystyczne i unikatowe jest to, że na powierzchni naparu odbijane są białe ścianki naczynia w kolorze blado-różowym. Żółta herbata w smaku jest lekko cierpka, a nawet słodowa. Pozostawia słodkawy posmak. Zapach naparu jest dość intensywny, lekko orzeźwiający.

## Parzenie żółtej herbaty
Napar przygotowujemy, zalewając jedną małą łyżeczkę żółtej herbaty, na filiżankę (ok. 120 ml), wodą o temperaturze 70-80 °C. Czas parzenia to najczęściej 1-3 minuty w zależności od własnych preferencji.

## Główne odmiany herbat żółtych
- Junshan Yinzhen (君山銀針) z prowincji Hunan,
- Huoshan Huangya (霍山黃牙) z prowincji Anhui,
- Mengding Huangya (蒙頂黃芽) z prowincji Syczuan.